# Karl Hammes
Karl Hammes (* 25 de marzo de 1896 en Zell (Renania-Palatinado); † 6 de septiembre de 1939 en Varsovia) fue un Barítono alemán de destacada actuación en los teatros de Berlín, Viena, Salzburgo, Bayreuth y piloto de aviación en las dos guerras mundiales.

## Biografía
Después de graduarse en la escuela secundaria en 1916, Karl Hammes comenzó a entrenarse como piloto de caza en Jagdstaffel. Terminó la Primera Guerra Mundial con el rango de Mayor del Jasta 11, el escuadrón de Manfred von Richthofen, el famoso Barón Rojo.Al finalizar la guerra, comenzó a estudiar en el Conservatorio de la Universidad de Música de Colonia; siguieron las primeras actuaciones donde debutó 1925. En 1926/27 fue invitado al Berlín Krolloper. Hammes tuvo su primer gran éxito en 1927 con su aparición en Parsifal en Bayreuther Festspiele donde cantó Amfortas y Gunther. De 1929 a 1935 actuó en la Ópera Estatal de Viena y en el Festival de Salzburgo entre 1931-1934 en Don Giovanni. En 1935 se estableció en la Staatsoper de Berlín y fue nombrado Kammersänger.
Después del estallido de la Segunda Guerra Mundial en 1939, Hammes fue llamado nuevamente como piloto de combate. Apenas unos días después del comienzo de la guerra, cayó sobre Varsovia cuando estuvo involucrado en una batalla aérea y fue derribado.
Sólo unos pocos registros discográficos se conservan en la actualidad. Estos incluyen la ópera de Richard Strauss Ariadne auf Naxos como Arlequín y Don Giovanni en una grabación de marzo de 1936 (como Don Giovanni).
Como actor, Hammes, actuó en dos películas: Königswalzer (1935) y Spanisches Intermezzo (1929).

## Registros
- R.Strauss, Ariadne auf Naxos, Miliza Korjus,Erna Berger, Viorica Ursuleac, Helge Rosvaenge, Orchester des Reichssenders Berlín, Benno Arnold[5]
- R. Strauss, Lieder, Winterweihe, Allerseelen, Bruno Seidler-Winkler, piano, 1937-01-01
- Arias de Schwanda el gaitero, La ciudad muerta,etc. Viena 1930
- Karl Hammes / Alexander Sved (Lebendige Vergangenheit)